# Tortorici

Ubicació de Tortorici dins la província

Tortorici (sicilià Turturici) és un municipi italià, dins de la ciutat metropolitana de Messina. L'any 2007 tenia 7.200 habitants. Limita amb els municipis de Bronte (CT), Castell'Umberto, Floresta, Galati Mamertino, Longi, Randazzo (CT), San Salvatore di Fitalia, Sinagra i Ucria.

## Administració
| Període | Identitat           | Partit        |
| ------- | ------------------- | ------------- |
| 2009-   | Carmelo Rizzo Nervo | Llista cívica |